# Aporosa isabellina
Aporosa isabellina là một loài thực vật thuộc họ Phyllanthaceae. Đây là loài đặc hữu của Malaysia.